# Helga Klein
Helga Klein, później Erny (ur. 15 sierpnia 1931 w Mannheim, zm. 27 stycznia 2021) – niemiecka lekkoatletka specjalizująca się w krótkich biegach sprinterskich, srebrna medalistka letnich igrzysk olimpijskich w Helsinkach (1952) w sztafecie 4 × 100 metrów.

## Sukcesy sportowe
- dwukrotna mistrzyni RFN w biegu na 200 m – 1952, 1953[2]
- wicemistrzyni RFN w biegu na 100 m – 1952[3]

| Rok  | Miasto   | Zawody               | Konkurencja                      | Wynik                    |
| ---- | -------- | -------------------- | -------------------------------- | ------------------------ |
| 1952 | Helsinki | igrzyska olimpijskie | sztafeta 4 × 100 m bieg na 200 m | srebrny medal 5. miejsce |

## Rekordy życiowe
- bieg na 100 m – 11,8 – 1952
- bieg na 200 m – 24,4 – 1952